# دلیریوم (دی‌سی کامیکس)
دلیریوم (به انگلیسی: Delirium) یک شخصیت خیالی در کتاب‌های کامیک آمریکایی منتشر شده توسط دی‌سی کامیکس است. این شخصیت توسط نویسنده نیل گیمن و طراح مایک درینگن‌برگ خلق شده است که برای اولین بار در شمارهٔ ۲۱ از مجموعه کمیک سندمن (دسامبر ۱۹۹۰) حضور پیدا کرد. او یکی از هفت اِندلِس (بی‌پایان)، مخلوقاتی قدرتمند، غیرقابل ادراک یا جنبه‌های مختلف جهان به‌شمار می‌رود که حتی از ایزدان نیز بسیار نیرومندتر هستند.
ازمه کرید مایلز هنرپیشه بریتانیایی نقش این شخصیت را در فصل دوم از مجموعه تلویزیونی سندمن (۲۰۲۲) نتفلیکس ایفا کرده است.

## زندگینامه ساختگی شخصیت
دلیریوم کوچکتر عضو خانواده و همانند دیگر اعضای اندلس نه مخلوقی فانی و نه خدا به‌شمار می‌رود و به عنوان تجسم روان‌آشفتگی یا جنون تصویر می‌شود. قلمرو زندگی او پر هرج‌ومرج و به‌طور کامل بی‌شکل، حاوی رنگ‌ها، اشکال، رایحه، احساسات، و افکار می‌باشد که آزادانه و بدون هیچ دلیلی با یکدیگر آمیخته شدند. حتی خود او نیز ممکن است در آنجا راه خود را گم کند. در مرکز این سرزمین یک ساعت آفتابی با نوشته‌ای به زبان لاتین «Tempus Frangit» (به معنی زمان می‌گذرد یا گذر زمان) قرار دارد. خاتم او الگویی از هرج‌ومرج است. دلیریوم رابطه نزدیکتری با دث و دیستراکشن دارد، زیرا آن‌ها نیز به او علاقه دارند و از او محافظت می‌کنند، اما از دید او دیریم (مورفئوس) ترسناک به نظر می‌رسد. او می‌خواست برادر سرکش خود، دیستراکشن، را پیدا کند. ابتدا سعی کرد دیزایر و دیسپر را متقاعد کند که به او کمک کنند، اما آن‌ها از این کار امتناع کردند. سپس او به دیریم روی آورد تا از طریق دوستان قدیمی دیستراکشن مانند ایشتار، الهه عشق و جنگ، به او در یافتن دیستراکشن کمک کند. (در نهایت، این سفر آن‌ها را به پسر دیریم، یعنی اورفئوس رساند، که تنها پیشگویی بود که می‌توانست دربارهٔ خانواده‌شان برایشان بگوید، و بدین ترتیب وقایع سرنگونی مورفئوس را رقم زد.)
ظاهر کودکانه و طبیعی او باعث شده دلیریوم بی‌گناه و معصوم به نظر برسد، اما او چیزی بیش از این است، و انسان‌های فانی را در بدترین لحظات آشفتگی و جنون ملاقات می‌کند. دلیریوم از لحاظ ظاهری معمولاً کوتاه قد، لاغر و به نظر نمی‌رسد که بزرگتر از یک دختر بچه چهارده ساله باشد. یکی از چشمانش به رنگ نقره‌ای آبی و دیگری سبز رنگ است. سبک موها و لباس‌هایش به‌طور مداوم تغییر می‌کنند، و سایه‌اش هرگز شکل واقعی او را نشان نمی‌دهد.
دلیریوم از مسیرهایی خارج از باغ دستینی آگاه است، که تنها سفر برای او ممکن است. او حتی ادعا به دانستن چیزهایی می‌کند که برادرش دستینی از آن‌ها بی‌خبر است. رایج‌ترین منبع برای الهام گرفتن شکل ظاهری دلیریوم برگرفته از دوست شخصی نیل گیمن، موسیقی‌دان آمریکایی توری ایموس است. اما گیمن بعدها اعتراف کرد، شخصیت دلیریوم قبل از ملاقات او با ایموس خلق شده بود.